# رابرت ا. سوانسون
رابرت ا. سوانسون (انگلیسی: Robert A. Swanson؛ ۱۹۴۷ – ۶ دسامبر ۱۹۹۹) اهالی کسب‌وکار اهل ایالات متحده آمریکا بود.
وی همچنین برندهٔ جوایزی همچون مدال ملی فناوری و نوآوری شده‌است.